# Эрдман, Деннис
Де́ннис Э́рдман (нем. Dennis Erdmann, род. 22 ноября 1990, Фрехен, Германия) — немецкий футболист, защитник американского клуба «Колорадо-Спрингс Суитчбакс».

## Карьера

### Молодёжная
Эрдман начал свою карьеру в качестве юного футболиста в «Балхаузен-Брюгген-Тюрних». В 2006 году он перешёл в молодёжную команду «Блау-Вайс Керпен».

### Клубная
В сезонах 2010/11 и 2011/12 выступал за «Брюль 06/45» и «Бергиш-Гладбах 09» соответственно. С 2012 по 2014 год он сыграл 55 матчей (4 гола) в Региональной лиге «Запад» за фарм-клуб «Шальке 04».
В 2014 году перешел в «Динамо» (Дрезден). В июле 2014 года он сыграл свою первую игру в Третьей лиге. 3 марта 2015 года Эрдман попал в заголовки новостей после матча Кубка Германии против дортмундской «Боруссии». Во время игры Эрдман сфолил на Марко Ройсе, а затем преуменьшил серьёзность фола: «Он столкнулся с моим коленом и получил „лошадиный поцелуй“». Затем главный тренер дортмундцев Михаэль Цорк сказал: «Он вышибает его с поля, хотя мяча рядом не было. Такому игроку нечего делать на футбольном поле, даже в Крайслиге». Дрезденское «Динамо» немедленно принесло извинения перед Ройсом и «Боруссией». Спустя некоторое время Эрдман также публично извинился. Ройс воздержался от предъявления Эрдману обвинения в причинении вреда здоровью, несмотря на запрос прокурора. Контракт Эрдмана, действовавший до 2016 года, был досрочно расторгнут после окончания сезона 2014/15. Последний раз за дрезденское «Динамо» Эрдман выступил 26 апреля в матче против «Дуйсбурга».
В сезоне 2015/16 Эрдман подписал двухлетний контракт с «Ганзой» из Ростока. Он дебютировал в домашнем матче против фарм-клуба бременского «Вердера». В своем первом сезоне в «Ганзе» Эрдман провёл 32 матча в чемпионате и один матч в Кубке Германии против «Кайзерслаутерна». Также Эрдман участвовал в 4 матчах Кубка Мекленбурга-Передней Померании, обладателем которого он стал с «Ганзой» обыграв в финале «Шёнберг 95» по пенальти.
В ноябре 2016 года после дуэли с Филиппом Мюллером, который неконтролируемым движением врезался ботинком в лицо Эрдмана, Деннис получил семикратный перелом носа и ушиб глазного нерва. Пропитанный кровью, на 31-й минуте игры его заменил тренер Кристиан Бранд. В конце сезона 2016/17 после 73 игр за «Ганзу», в которых он забил три гола, сотрудничество с командой из Ростока закончилось.
Затем Эрдман перешёл в «Магдебург», с которым он продвинулся во вторую Бундеслигу. После того, как в следующем сезоне клуб из Саксонии-Анхальт вылетел из второй Бундеслиги, в июне 2019 года Эрдман перешёл в «Мюнхен 1860». С мюнхенцами, с которыми он выступал в третьей Бундеслиге, Эрдман стал обладателем Кубка Баварии в сезоне 2019/20, но до повышения во вторую Бундеслигу дело не дошло. 30 июня 2021 года контракт с Эрдманом не был продлён.
В сезоне 2021/22 Эрдман подписал двухлетний контракт с «Саарбрюккеном» из третьей лиги.
5 января 2022 года Эрдман перешёл в американский клуб «Колорадо-Спрингс Суитчбакс» из Чемпионшипа ЮСЛ. Во второй лиге США дебютировал 12 марта в матче стартового тура сезона 2022 против «Ориндж Каунти». 7 декабря Эрдман перезаключил контракт со «Суитчбакс» на сезон 2023.

## Достижения
«Ганза»
- Обладатель Кубка Мекленбург-Передняя Померания: 2015/16, 2016/17

 «Мюнхен 1860»
- Обладатель Кубка Баварии: 2019/20

## Разное
В ноябре 2016 года Эрдман вместе с ростокским лейблом «Hauptbild Makellos» запустил собственную модную коллекцию.
Прозвище Эрдмана «Землянин», которое он официально зарегистрировал в качестве псевдонима в бюро регистрации жителей.
В сентябре 2021 года Эрдман был отстранен от участия в связи с решением Спортивного суда Германии за «грубое спортивное поведение» с запретом на восемь недель и штрафом в размере 3000 евро. Он был обвинен в расистском оскорблении соперника в матче против «Магдебурга».